# World’s on Fire
World’s on Fire – pierwszy album koncertowy brytyjskiego zespołu the Prodigy, wydany 23 maja 2011 przez wytwórnię Take Me to the Hospital. Zawiera koncert w National Bowl w Milton Keynes, UK, zarejestrowany 24 lipca 2010 roku.

## Lista utworów
CD
1. „Intro” - 0:32
2. „Breathe” - 5:02
3. „Omen” - 3:48
4. „Colours” - 4:06
5. „Thunder” - 2:51
6. „Warrior’s Dance” - 4:56
7. „Firestarter” - 4:39
8. „Run with the Wolves” - 4:23
9. „Weather Experience” - 3:57
10. „Voodoo People” - 3:45
11. „Omen Reprise” - 1:21
12. „Invaders Must Die” - 3:45
13. „Smack My Bitch Up” - 5:04
14. „Take Me to the Hospital” - 4:08
15. „Everybody in the Place” - 3:16
16. „Their Law” - 5:28
17. „Out of Space” - 4:32

DVD
1. „Run” (Brixton, Londyn)
2. „Spitfire / Mescaline” (Brazylia)
3. „Breathe” (Slane Castle, Irlandia)
4. „Poison” (Glastonbury, Anglia)
5. „Warning” (T in the Park, Szkocja)
6. „Japanese film"
7. „Voodoo” (Bestival and Paris, Francja)
8. „USA film"
9. „UK Arena Tour Film"
10. „Smack My Bitch Up” (Isle of Wight to Download, Anglia)